# بلاگوی بلاگوئف
بلاگوی بلاگوئف (بلغاری: Благой Благоев؛ زادهٔ ۴ دسامبر ۱۹۵۶) وزنه‌بردار اهل بلغارستان بود.